# Network Records
Network Records fue un sello de música electrónica de Birmingham, Inglaterra, asociado con la escena rave durante finales de los 80 y finales de los 90.
El sello está considerado uno de los primeros responsables en traer el garage house a Gran Bretaña, así como el techno de Detroit, cuando esta música era todavía poco conocida en Europa. También es responsable de proveer de una plataforma para los músicos locales, lo que contribuyó al desarrollo de la primera escena hardcore inglesa. Los artistas más destacados que publicaron en el sello bajo múltiples alias son Juan Atkins, Derrick May, Cyclone, Model 500, Mike Banks, Kevin Saunderson y Altern8, entre otros.